# Diego el Perote
Diego Beigveder Morilla, conocido artísticamente como Diego el Perote, y también El Pijín (Álora, 1884-Málaga, 1980) fue un cantaor flamenco español. Destacó sobre todo en el canto de las malagueñas en sus diversas modalidades.

## Biografía
Nació en Álora, Málaga en 1884. Antes de cantar había trabajado en el campo como pastor y labrador. Comenzó a trabajar en el mundo del cante en 1904 en el Café España de Málaga. Por su pasado campesino comenzó con el cante de trilla. Para poder cantar en distintos lugares de España trabajó en el ferrocarril lo que le permitía desplazarse por toda la geografía. Actuó en muchos cafés cantantes de la región malagueña y en Tetuán (Marruecos español), Melilla y Ceuta, además frecuentó las fiestas privadas de las ventas.
Falleció en Málaga en 1980.

## Enlaces
- Zambra.
- Ateneo de Córdoba.
- El Arte de Vivir el Flamenco.

- Datos: Q5806869